# Agnès de Babenberg
Agnès de Babenberg (en polonais : Agnieszka Babenberg), née vers 1111 et morte le 24 ou 25 janvier 1163 à Altenbourg, connue aussi sous le nom d’Agnès d'Autriche, fut duchesse de Pologne et de Silésie de 1138 à 1146 en vertu de son mariage avec le duc Ladislas II le Banni. Elle est l'ancêtre de la lignée silésienne des souverains Piast. 

## Origines
Agnès est la fille du margrave Léopold III d'Autriche, issu de la maison de Babenberg, et de son épouse Agnès de Franconie, la deuxième fille de l'empereur Henri IV. Par sa mère, elle descendait de la dynastie franconienne (« Saliens ») qui régna sur le Saint-Empire romain de 1024 jusqu'à la mort de son oncle Henri V le 23 mai 1125. Agnès de Babenberg était une demi-sœur du duc Frédéric II de Souabe, de la maison de Hohenstaufen, et de son frère cadet Conrad III, élu roi des Romains en 1138. Sa sœur Judith épousa le marquis Guillaume V de Montferrat ; son frère l'évêque Otton de Freising était un fameux chroniqueur de l'époque médiévale.
Agnès était une femme fière et énergique. Vincent Kadlubek, évêque de Cracovie et historien polonais, parle d'elle comme tygrysica, « la tigresse ».

## Mariage et descendance
Lorsque Boleslas III Bouche-Torse, duc de Pologne de la maison Piast, a cherché un appui contre la domination du nouveau roi germanique Lothaire de Supplinbourg, il s'est rapproché aux dynasties rivales de Babenberg et de Hohenstaufen. Afin d'asseoir l'alliance, Agnès en 1125 épousa Ladislas II le Banni, fils aîné de Boleslas III. De ce mariage elle eut cinq enfants :
- Boleslas (1127-1201), duc de Silésie (1163-1201) ;
- Mieszko (v.1130-1211), duc de Silésie (1163-1178), duc de Raciborz (1178-1211), duc de Pologne (1210-1211) ;
- Richezza (v.1140-1185), épouse d’Alphonse VII de Castille (1152–1157), puis de Raimond-Bérenger II de Provence (1162–1166) et d'Albert III d'Everstein (1167-1185) ;
- Conrad (1146/1157-1180/1190), duc de Głogów (1177–1180/1190) ;
- Albert (v.1156-v.1178).

## Duchesse
Boleslas III est décédé le 28 octobre 1138. Son testament marque le début du « démembrement territorial » de la Pologne. Il partage son État entre ses quatre fils, chacun recevant un duché héréditaire. Ladislas II, l'époux d'Agnès, reçoit le duché de Silésie avec Wrocław comme capitale. L’aîné des représentants mâles de la dynastie Piast, il devient le princeps (ou senior) et à ce titre, gouverne également la province seniorale comprenant la Petite-Pologne (avec Cracovie comme capitale), la Grande-Pologne orientale et la Poméranie orientale, ainsi que la région de Łęczyca et de Sieradz qui doit lui revenir après la mort de Salomé de Berg, la veuve de son père. Ses demi-frères cadets Boleslas IV de Pologne, Mieszko III le Vieux et Henri ont reçu les duchés de Mazovie, de la Grande-Pologne et de Sandomierz. 

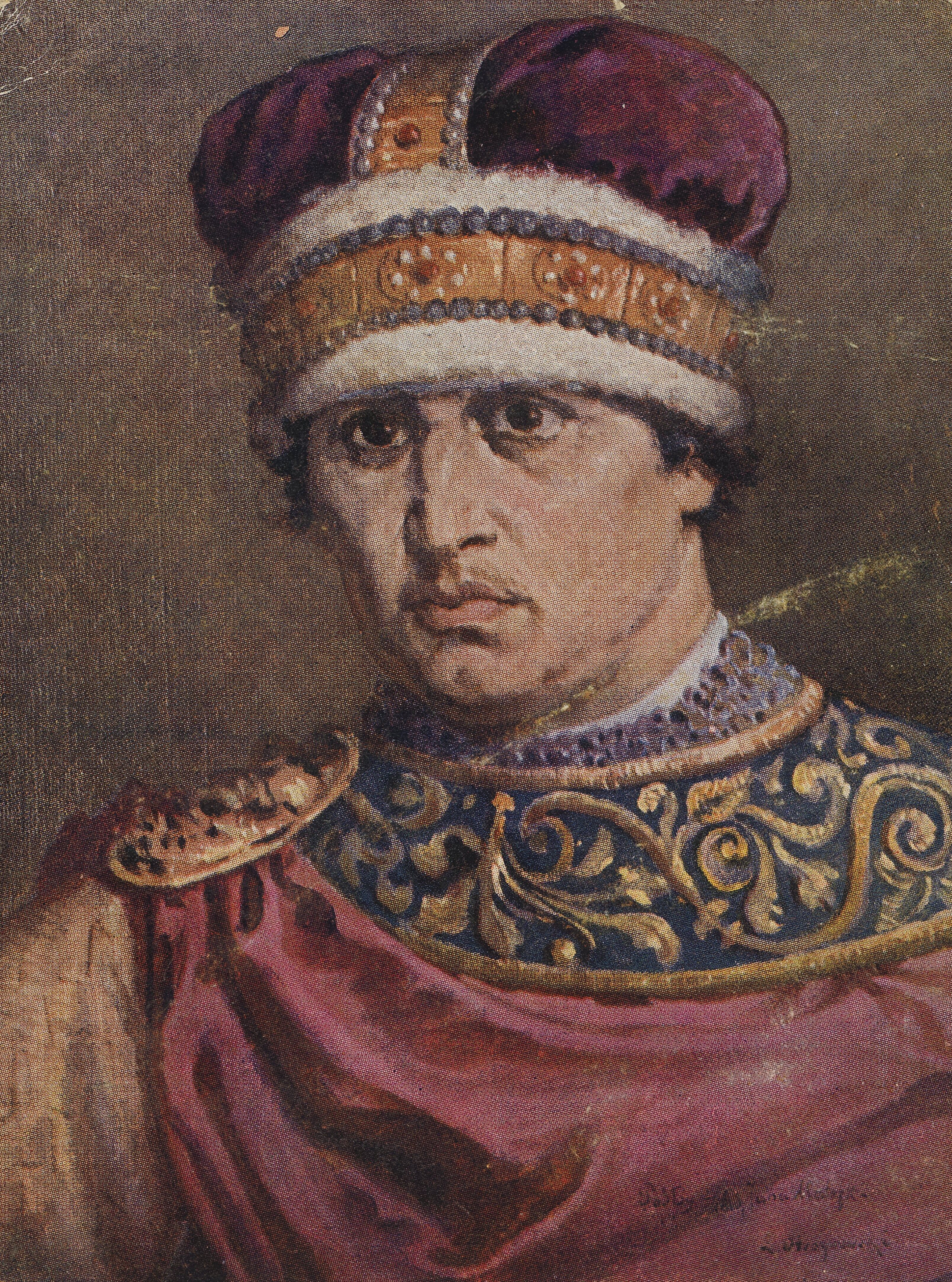
Le duc Ladislas II, portrait du XIXe siècle par Jan Matejko.

Selon le principe du séniorat, c’est Ladislas qui décide en dernier ressort sur les questions de politique étrangère, conclut les traités, déclare les guerres, a le droit d’investiture, est le chef et le juge suprême. Toutefois, la situation ne tarde pas à dégénérer et la succession au trône est disputée entre les descendants de Boleslas III pendant près de deux siècles, affaiblissant considérablement le pays. Pour Salomé de Berg, ses enfants sont lésés par ce testament. Les chroniques de Vincent Kadlubek rapportent que, d'autre part, Agnès de Babenberg a estimé que son époux aurait bénéficié du droit au pouvoir sans limités. Elle a été la force motrice lors de la chute du magnat silésien Piotr Włostowic que Ladislas, pour afficher son autorité, fit aveugler et forcer en exil.

## Exil
Telles mesures ont fait que les sujets se tournèrent vers les demi-frères de Ladislas II qui, pour leur part, ont cherché à défendre leurs intérêts. En 1146, l'armée du duc senior est mise en déroute par les forces rebelles aux portes de Poznań. Ladislas a dû fuir vers la cour du duc Vladislav II de Bohême, alors qu'Agnès avec les enfants restait à Cracovie, en défendant le château du Wawel. Finalement, cependant, elle a aussi dû quitter la Pologne.
Le demi-frère d'Agnès, Conrad III de Hohenstaufen, élu roi des Romains en 1138, lui a proposé son aide et offrit à sa famille son hospitalité au château d'Altenbourg. Il a également commencé une campagne contre les jeunes ducs mais il est arrêté sur les rives de l'Oder. Sur les instances des margraves Albert l'Ours et Conrad de Misnie, le roi accepte de reconnaître les nouveaux souverains polonais en échange d’un arrangement financier et de la promesse de se présenter à la cour impériale pour un arbitrage. 
Agnès de Babenberg n'a jamais perdu le courage ni l'espoir. En 1148, l'envoyé du pape Eugène III, cardinal Guido, à la demande d'Agnès, se rend en Pologne et exige le retour de Ladislas II. Recevant un refus, il lance un anathème contre les ducs polonais et interdit aux prêtres d’assumer leurs fonctions mais le clergé polonais refuse cet ordre. Il demande à Conrad III d’intervenir militairement mais celui-ci, sous la menace d’une guerre civile dans le Saint-Empire, est incapable d’obéir. 
Le roi Conrad mourut en 1152 ; cinq ans plus tard, son successeur l'empereur Frédéric Barberousse a lancé une nouvelle campagne en Pologne, cette fois avec succès. Néanmoins, Frédéric, à la grande déception d'Agnès, a nommé Boleslas IV princeps de Pologne et a seulement assuré la restitution de la Silésie à Ladislas II et ses fils. Agnès et Ladislas ont compris qu'ils avaient perdu la lutte pour l'hégémonie en Pologne. Pour le reste de leur vie, ils restaient en exil à Altenbourg.